# Jia Sidao

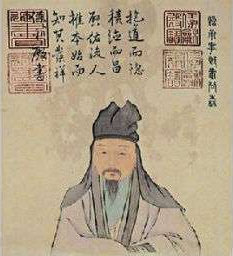
Retrato de Jia Sidao

Jia Sidao (en chino tradicional, 賈似道; pinyin, Jiǎ Sìdào; Wade-Giles, Chia Ssu-tao, 1213 – 1275) fue un canciller durante la última etapa de la Dinastía Song de China. Ascendió hasta el rango de canciller debido a que su hermana era concubina del Emperador Lizong.

## Carrera
Jia Sidao fue conocido por su corrupción e incompetencia, más conocido por su intervención en la Batalla de Xiangyang, de la que ocultó la verdadera situación a la corte Song, siendo responsable de su desaparición posteriormente. Adicionalmente, Jia Sidao inició una política de nacionalización de tierras, que fue altamente impopular entre los confucianos, que defendían los bajos impuestos y el reducido rol del estado. Más tarde, en la Batalla de Yihu, la incompetencia de Jia Sidao supuso una derrota en la que el resto de las tropas de la dinastía Song fueron derrotadas, permitiendo a los mongoles avanzar hasta la capital Lin'an. Como resultado de esta derrota, fue degradado del puesto de canciller y asesinado por Zheng Hicheng como venganza.

## En la cultura popular
En la serie de televisión de Netflix Marco Polo, Jia Sidao es interpretado por Chin Han, mientras que su hermana a quien le debe su posición es interpretada por Olivia Cheng.